# Pilot
Pilot — однопользовательская многозадачная операционная система, разработанная в Xerox PARC в начале 1977 года. Программный код Pilot был написан на языке программирования Mesa и составлял 24 000 строк.
Pilot была предназначена для тесного сетевого взаимодействия с другими компьютерами под управлением Pilot при помощи интерфейсов, спроектированных для межпроцессных коммуникаций (IPC) по сети через потоковый интерфейс Pilot. Pilot объединяла виртуальную память и файловое хранилище в одну подсистему, и использовала менеджер и ядро архитектуры для управления системой и её ресурсами.
Pilot использовалась в качестве основной операционной системы рабочей станции Xerox Star.